# N-monoïde
 (juin 2024).

En théorie des catégories, un {\displaystyle n}-monoïde est une {\displaystyle n}-catégorie ayant une unique 0-cellule. En particulier, un 1-monoïde est un monoïde et un 2-monoïde est une catégorie monoïdale stricte.